# Ансельмино, Аарон
Аарон Ансельмино (исп. Aaron Anselmino; родился 29 апреля 2005) — аргентинский футболист, центральный защитник клуба «Челси».

## Клубная карьера
Воспитанник футбольной академии клуба «Бока Хуниорс», за которую выступал с 12-летнего возраста. 11 июня 2023 года дебютировал в основном составе «Бока Хуниорс» в матче аргентинской Примеры против «Лануса». В январе 2024 года продлил свой контракт с клубом до декабря 2028 года.
8 августа 2024 года перешёл в английский клуб «Челси» за 17 млн фунтов. Согласно условиям соглашения, остаток сезона 2024/25 он провёл в аренде в «Бока Хуниорс».

## Достижения
«Челси»
- Победитель Клубного чемпионата мира: 2025